# Tacca parkeri
Tacca parkeri är en enhjärtbladig växtart som beskrevs av Berthold Carl Seemann. Tacca parkeri ingår i Taccasläktet, och familjen Dioscoreaceae. Inga underarter finns listade i Catalogue of Life.